# 330 West 42nd Street
330 West 42nd Street, auch McGraw-Hill Building genannt, ist ein Wolkenkratzer in Manhattan in New York City, USA. Er war bis 1972 der Hauptsitz des Finanzdienstleistungskonzerns McGraw-Hill Companies.

## Lage
Das Hochhaus 330 West 42nd Street, meistens nur „McGraw-Hill Building“ genannt, befindet sich im Stadtteil Hell’s Kitchen in Midtown Manhattan zwischen der 8th und 9th Avenue sowie West 41st und West 42nd Street. Es grenzt östlich direkt an den Busbahnhof Port Authority Bus Terminal, westlich steht im selben Block der Wohnwolkenkratzer The Orion. Auf der anderen Straßenseite der 42nd Street steht direkt gegenüber die Kirche „Holy Cross Church“.

## Beschreibung

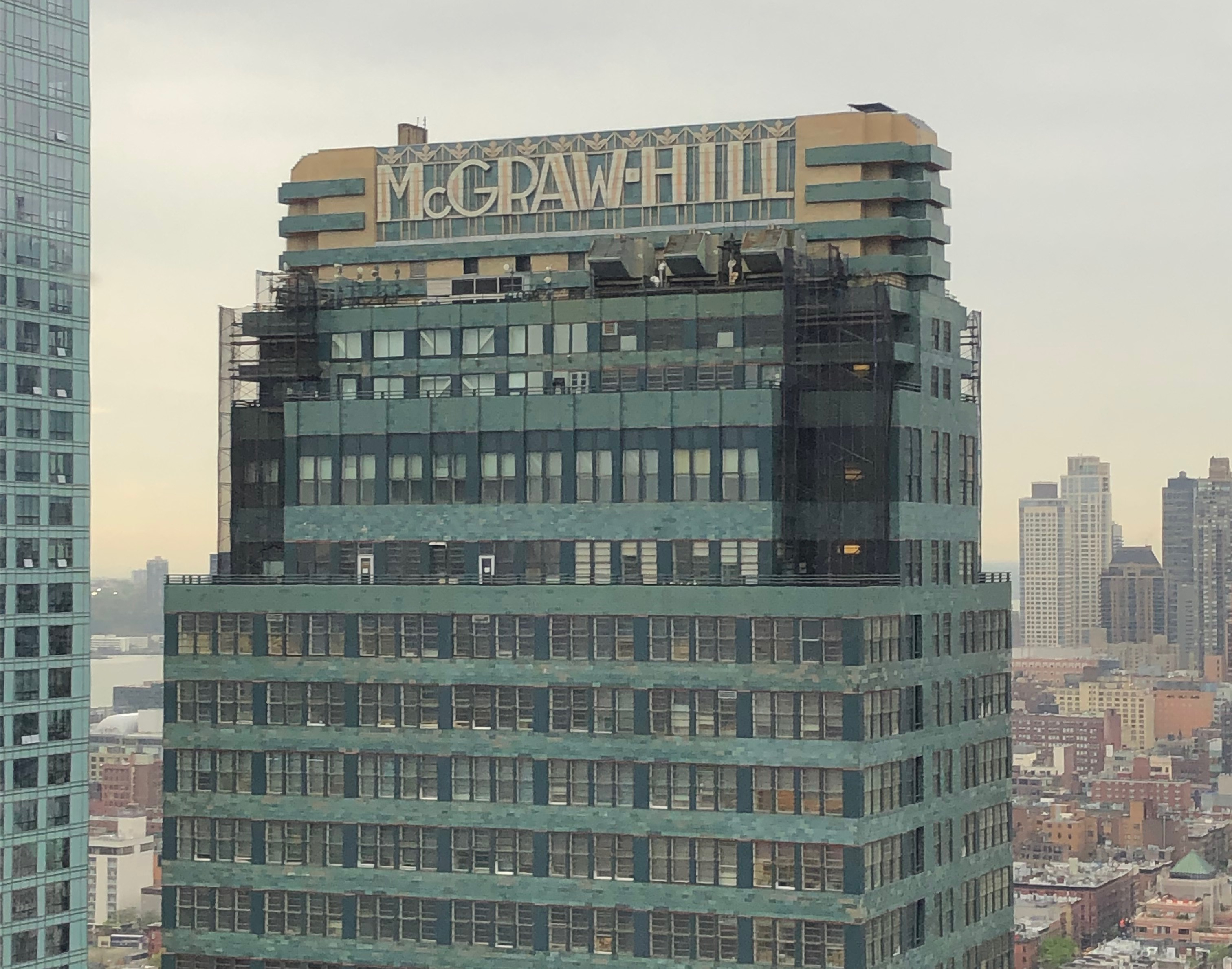
Der oberste Teil des Gebäudes mit dem Schriftzug „McGraw-Hill“

Das Gebäude wurde von Raymond Hood und J. André Fouilhoux in einer Kombination der Stilrichtungen Art déco und Internationaler Stil sowie innen im Stil Art Moderne (Lobby) entworfen und von 1930 bis 1931 erbaut. Der 147,8 m (485 Fuß) hohe Wolkenkratzer umfasst 33 Stockwerke und war bis zum im Jahr 1989 erbauten One Worldwide Plaza das höchste Gebäude in Hell’s Kitchen, das auch als Midtown West bezeichnet wird. Das Bauwerk besitzt laut Bebauungsvorschriften von 1916 Rücksprünge auf der Nord- und Südseite. Die Fassade besteht aus blaugrünen Terrakotta-Keramikfliesenplatten mit einer horizontalen Ausrichtung. Das Erscheinungsbild des Gebäudes erinnert an die früheren Fabrikgebäude von New York City. Laut Architekt Raymond Hood standen Wirtschaftlichkeit und gute Arbeitsbedingungen bei der Planung des Hochhauses im Vordergrund.
McGraw-Hill Companies kaufte das Grundstück Anfang 1930 und ließ bis 1931 das Hochhaus als neuen Hauptsitz erbauen. 1972 verlegte McGraw-Hill seinen Hauptsitz in das 1221 Avenue of the Americas. Das McGraw-Hill Building diente später als Hauptsitz der Group Health Insurance (GHI). Seit 1979 ist Deco Tower Associates Eigentümer des Wolkenkratzers. Im Jahr 2021 ließ der Hausverwalter, die Immobilienfirma Resolution Real Estate, im Auftrag des Eigentümers für 120 Millionen Dollar das Gebäude einschließlich der Lobby nach Entwürfen des Architekturbüros Moed de Armas and Shannon komplett renovieren. Der Antrag, den Schriftzug „McGraw-Hill“ auf dem Dach des Gebäudes durch die neue Gebäudebezeichnung „330 West 42nd Street“ zu ersetzen, wurde auf Initiative von Denkmalschützern abgelehnt. Die Resolution Real Estate plant ab Mitte 2023 mit einem Kostenaufwand von 100 Millionen Dollar, die Büros in den Etagen 12–34 wegen nachlassender Nachfrage in 224 Mietwohnungen umzuwandeln. Die von SLCE Architects gestalteten Wohnungen sollen bis Mitte 2024 bezugsfertig sein.
Am 11. September 1979 stellte die New York City Landmarks Preservation Commission das Bürohochhaus als Wahrzeichen (Landmark Nr. 1050) der Stadt unter Denkmalschutz. Am 28. März 1980 wurde es im National Register of Historic Places (NRHP) als National Historic Landmark registriert. Am 29. Juni 1989 wurde 330 West 42nd Street zur National Historic Landmark erklärt.